# Stan Mudenge
Isaak Stanislaus Gorerazvo Mudenge (Zimuto, 17 de diciembre de 1941 – Masvingo, 4 de octubre de 2012) fue un político simbeuana que sirvió en el gobierno de Zimbabue como Ministro de Relaciones Exteriores desde 1995 a 2005 y como Minmistro de Educacionm de 2005 a 2012.

## Biografía
Mudenge era un prominente historiador centrándose en la historia de África especializado en la historia de Zimbaue precolonial. Publicó muchos libros en este aspecto. En 1985, fue el responsable de ofrecer una ruta a Carlos de Gales por el Gran Zimbabue de 1985.
Mudenge dijo que durante 1995 y 1996 el único líder occidental que "incluso contestaría el teléfono" sería "el primer ministro británico John Major", quien Mudenge dijo que era "un caballero total". Añadió que Presidente francés "Jacques Chirac actúa como si no existiéramos". Como respuesta, el primer ministro británico John Major dio 40 millones de libras a Zimbabue a principios de la década de 1990 para llevar a cabo la reforma agraria en Zimbabue.
Como secretario de Política exterior ZANU-PF , Mudenge estuvo en contacto con sus homólogos extranjeros de sus funciones gubernamentales anteriores del Reino Unido. En el gabinete reformado de abril de 2005, después de las elecciones parlamentarias de 2005, fue reemplazada como Ministro de Asuntos Exteriores por Simbarashe Mumbengegwi y se le dio la cartera de Ministro de Educación. Para Mudenge, esto lo consideró como una degradación y siguió al apoyo de Mudenge a Jonathan Moyo en oposición a Joyce Mujuru dentro de ZANU-PF. Dentro del ZANU-PF, se alineó con la facción  Mnangagwa, que era antagónica a Mujuru debido a las disputas sobre el ascenso a la presidencia si Mugabe dejaba el cargo. Cando el Gobierno de unidad nadional fue creado el 13 de febrero de 2009, Mudenge retuvo la cartera de Ministro de Educación. NMantuvo ese cargo hasta su muerte el 4 de octubre de 2012.